# J. Rodolfo Wilcock
Juan Rodolfo Wilcock (* 17. April 1919 in Buenos Aires, Argentinien; † 16. März 1978 in Lubriano, Viterbo, Italien) war ein argentinischer Schriftsteller, Dichter, Literaturkritiker, Übersetzer und Bauingenieur.

## Leben und Werk

### Argentinien
Wilcock war der Sohn des Briten Charles Leonard Wilcock und der Argentinierin Aida Romegialli (italienisch-schweizerischer Herkunft).
An der Universidad de Buenos Aires studierte er Ingenieurwissenschaften.
Seine erste Veröffentlichung Libro de poemas y canciones („Buch der Gedichte und Lieder“) kam 1940 und erhielt den Martín Fierro Preis der Argentinischen Schriftstellervereinigung (SADE). Auch die Stadt Buenos Aires ehrte das Werk mit dem angesehenen Premio Municipal. Im Jahr danach machte er die Bekanntschaft von Silvina Ocampo, Bioy Casares und Jorge Luis Borges, mit denen ihn eine enge Freundschaft verband. Später nannte er sie das „Dreigestirn“, das ihm half, die „graue Existenz“ (als Staatsbeamter) hinter sich zu lassen. Ferner war er mit María Elena Walsh befreundet.
1943 schloss er sein Studium als Bauingenieur ab. Er arbeitete für die staatliche Eisenbahn und war am Wiederaufbau der Transandina sowie am Bau der Eisenbahnstrecke San Rafael-Malargue beteiligt. 1944 gab er diesen Posten auf. Zwischen 1942 und 1944 leitete er die Literaturzeitschrift Verde Memoria, zwischen 1945 und 1947 die Zeitschrift Disco.
1945 veröffentlichte er im Selbstverlag die Gedichtbände Ensayos de poesía lírica und Persecución de las musas menores, 1946 folgten Paseo sentimental (Editorial Sudamericana) und Los hermosos dias (Emecé).
1951 reiste er mit seinen Freunden Silvina Ocampo und Bioy Casares nach Europa. Er besuchte zum ersten Mal Italien.

### Europa
Das künstlerische und intellektuelle Leben in Argentinien litt zu der Zeit zunehmend unter den Repressalien des Regimes von General Juan Perón. Wilcock ging 1953 und 1954 nach London und arbeitete als Übersetzer und Kommentator für die BBC. Genau wie sein Freund Raymond Queneau übertrug er aus dem Deutschen, Französischen, Englischen und Italienischen, darunter Werke von Franz Kafka, Gustave Flaubert, T.S. Eliot und später sogar Finnegans Wake von James Joyce.
1955 ging er nach Rom, wo er französische und englische Literatur unterrichtete. Zudem arbeitete er an der argentinischen Ausgabe des Osservatore Romano mit, der Zeitung des Vatikans.
Nach kurzer Rückkehr nach Buenos Aires reiste er bald wieder nach Italien, wo er sich 1957 endlich niederließ. Von nun an schrieb er seine Werke in italienischer Sprache, die er mittlerweile perfekt beherrschte. Neben seinen literarischen Werken schrieb er für zahlreiche Zeitungen (La Nazione di Firenze, L’Espresso, La Voce Repubblicana, Il Messaggero, Il Tempo) und Literaturzeitschriften. Zu seinen italienischen Freunden zählten u. a. Ennio Flaiano, Tommaso Landolfi, Giorgio Manganelli, Alberto Moravia, Luigi Malerba und Luigi Vassalli.
1964 spielte er als Rodolfo Wilcock die Rolle des Kaiphas in Pier Paolo Pasolinis Film Il vangelo secondo Matteo (deutsch: Das 1. Evangelium – Matthäus).
1975 beantragte er die italienische Staatsbürgerschaft. Er starb am 16. März 1978 in seinem Landhaus in Lubriano, Provinz Viterbo, nördlich von Rom. Die Staatsbürgerschaft wurde ihm per Dekret des Staatsoberhaupts am 4. April 1979 post mortem zuerkannt. Juan Rodolfo Wilcock ist auf dem Protestantischen Friedhof in Rom begraben, nahe der Porta San Paolo und der Cestius-Pyramide.
Lange Zeit als exzentrischer Außenseiter abgelehnt, wird er heute in Italien zu den großen Schriftstellern der Gegenwart gezählt.
Im Nachwort zu seiner Übersetzung des Italienischen Liederbuchs (Wien 2023) schreibt Hans Raimund über die Gedichte von Rodolfo Wilcock: Was für mich aber diese Texte so besonders anziehend macht, sind die Unbekümmertheit, die kalkulierte, mutwillig unernste Übertreibung, der fast pubertäre Übermut des poetischen Diskurses, Haltungen, die, als solche im Augenblick des Aussprechens schon ironisiert, sich flugs selbst relativieren, quasi augenzwinkernd zurücknehmen.

## Bibliografie
- Libro de poemas y canciones. Editorial Sudamericana, 1940.
- Ensayos de poesía lírica. Selbstverlag, 1945.
- Persecución de las musas menores. Selbstverlag, 1945.
- Paseo sentimental. Editorial Sudamericana, 1946.
- Los hermosos días. Emecé, 1946, 1998.
- Sexto. Emecé, 1953, 1999.
- Los traidores (zusammen mit Silvina Ocampo). Losada, 1956.
- Il caos. Bompiani, 1960.
- Fatti inquietanti. Adelphi, 1961, 1992.
- Luoghi comuni. Il Saggiatore, 1961.
- Teatro in prosa e versi. Bompiani, 1962.
- Poesie spagnole. Guanda, 1963.
- La parola morte. Einaudi, 1968. (Poesie)
- Lo stereoscopio dei solitari. Adelphi, 1972 (deutsch: Das Stereoskop der Einzelgänger, Beck & Glückler Verlag, Freiburg, 1995, ISBN 3-89470-404-7)
- La sinagoga degli iconoclasti. Adelphi, 1972.
- Il tempio etrusco. Rizzoli, 1973.
- I due allegri indiani. Adelphi, 1973, 2011.
- Italienisches Liederbuch 34 poesie d’amore. Rizzoli, 1974.
- Parsifal. Adelphi, 1974.
- L’ingegnere. Rizzoli, 1975.
- Frau Teleprocu (zusammen mit Francesco Fantasia). Adelphi, 1976.
- Le stéréoscope des solitaires. Gallimard, Paris, 1976.
- La synagogue des iconoclastes. Gallimard, Paris, 1977.
- Italienisches Liederbuch. Ausgewählte Gedichte (übers. Hans Raimund). Löcker Verlag, Wien 2023
- Der Ingenieur, Roman. (übers. Hans Raimund), Löcker Verlag, Wien 2025

### Postume Veröffentlichungen
- Il libro dei mostri. Adelphi, 1978 (deutsch: Das Buch der Monster, Suhrkamp Verlag, Frankfurt, 1981, ISBN 3-518-01712-8)
- Poesie (Tutte le poesie in italiano). Adelphi, 1980, 1993, 1996.
- Poemas. Fundarte, Caracas, 1980.
- La sinagoga de los iconoclastas. Anagrama, Barcelona, 1981.
- L’abominevole donna delle nevi e altre commedie. Adelphi, 1982.
- Le chaos. Gallimard, Paris, 1982.
- Le temple étrusque. Gallimard, Paris, 1985.
- Le nozze di Hitler e Maria Antonietta nell’inferno (zusammen mit Francesco Fantasia). Lucarini, 1985.
- Les jours heureux. Orphèe/La difference/Unesco, Paris, 1994.
- El ingeniero. Losada, Buenos Aires, 1997.
- El estereoscopio de los solitarios. Editorial Sudamericana, Buenos Aires, 1997.
- Hechos inquietantes. Editorial Sudamericana, Buenos Aires, 1997.
- Los dos indios alegres. Editorial Sudamericana, Buenos Aires, 1997.
- El templo etrusco. Editorial Sudamericana, Buenos Aires, 1999.
- El libro de los monstruos. Editorial Sudamericana, Buenos Aires, 1999.
- El caos. Editorial Sudamericana, Buenos Aires, 1999.
- The Temple of Iconoclasts. Mercury House, San Francisco, 2000. (engl. Übersetzung von Lawrence Venuti)
- La boda de Hitler y María Antonieta en el infierno. Emecé, 2003.
- Il reato di scrivere. Adelphi, 2010.